# ボーンフィッシュ (SS-223)
ボーンフィッシュ (USS Bonefish, SS-223) は、アメリカ海軍の潜水艦。ガトー級潜水艦の12番艦。艦名はソトイワシ科に属する大型回遊魚の一種、ボーンフィッシュに因む。なお、第二次世界大戦終結から14年後にバーベル級潜水艦3番艦として2代目「ボーンフィッシュ (SS-582)」が就役している。

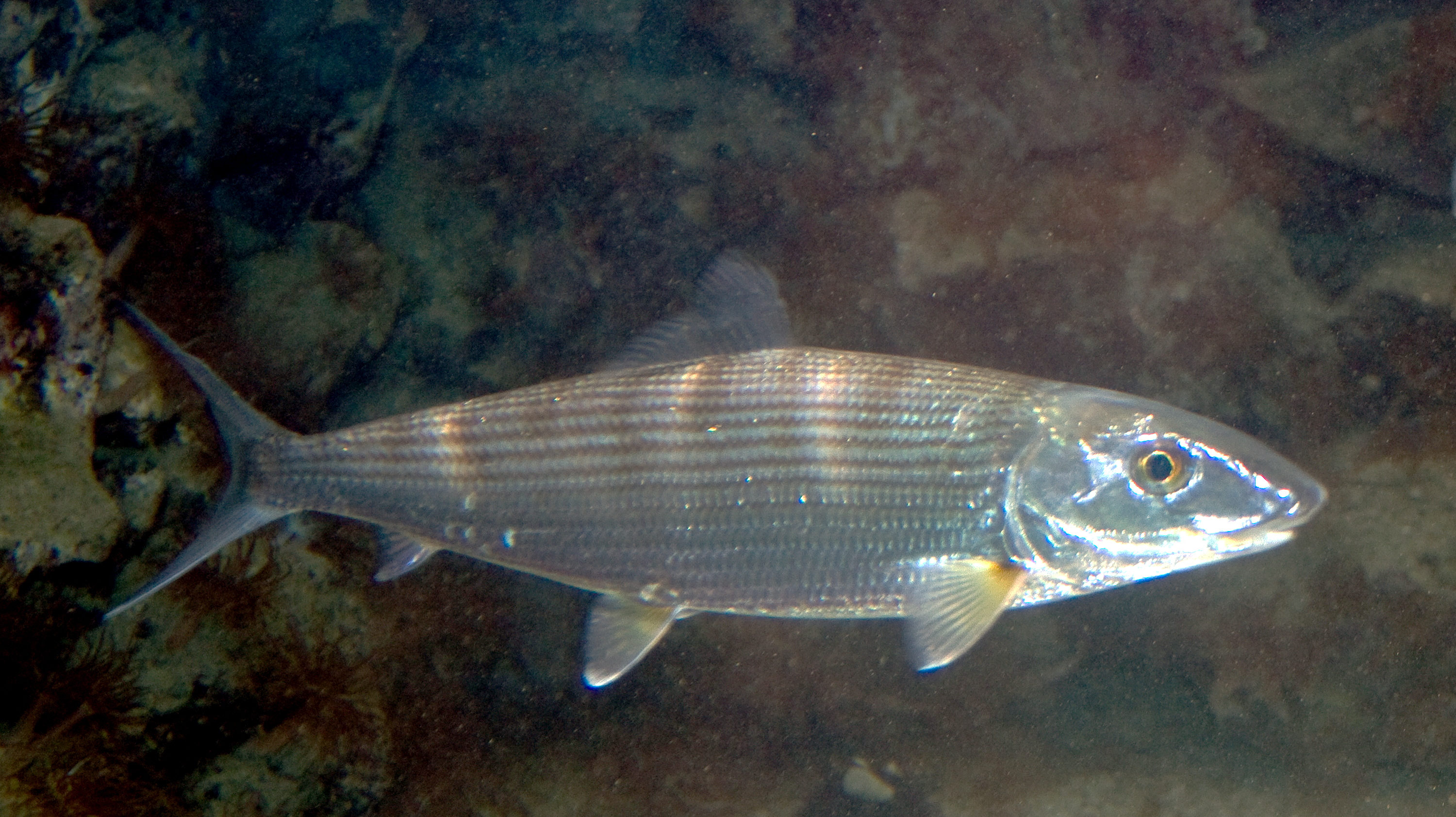
ボーンフィッシュ（Bonefish）

## 艦歴
ボーンフィッシュは1942年6月25日にコネチカット州グロトンのエレクトリック・ボート社で起工する。1943年3月7日にフリーランド・A・ドービン少将夫人エリザベスによって進水し、艦長トーマス・W・ホーガン少佐（アナポリス1931年組）の指揮下1943年5月31日に就役した。
就役後はコネチカット州ニューロンドンおよびロードアイランド州ニューポート沖で整調訓練を行う。7月23日に太平洋へ向けて出航し、8月4日にパナマ運河を通過、30日にオーストラリアのブリスベンに到着する。同所で一週間の訓練の後、モートン湾に向かい訓練を再開する。その後、ブリスベンからダーウィンに進出する。

### 第1の哨戒 1943年9月 - 10月
9月16日、「ボーンフィッシュ」は最初の哨戒で「ビルフィッシュ (USS Billfish, SS-286)」および「ボーフィン (USS Bowfin, SS-287)」とウルフパックを構成し南シナ海に向かった。9月22日にバラバク海峡を通過し、南シナ海に入った。
3日後の9月25日朝、「ボーンフィッシュ」は二列縦隊の輸送船5隻と、1隻の護衛艦を配する輸送船団を発見する。この輸送船団、サ12船団には「ボーフィン」と「ビルフィッシュ」も取り付いており、午後に入ってからの攻撃で、「ボーフィン」は特設運送船（給油・応急タンカー）「霧島丸」（国際汽船、8,267トン）を撃沈し、その後も「ビルフィッシュ」とともに追撃を続けていた。「ボーンフィッシュ」は夜に入ってから、爆雷攻撃による制圧で深深度潜航に移る前に北緯10度58分 東経112度39分 / 北緯10.967度 東経112.650度の地点で特務艦「足摺」に対して魚雷を4本発射し、3つの爆発を確認するが実際には被害はなく、「ビルフィッシュ」もタンカー「誠心丸」（日本油槽船、5,239トン）に対して魚雷を5本発射して1本の命中を報告したが、実際には命中していなかった。
2日後の9月27日未明、「ボーンフィッシュ」は北緯10度30分 東経109度42分 / 北緯10.500度 東経109.700度のカムラン湾近海で、シンガポールに向かっていた第324船団を発見。第324船団側も「ボーンフィッシュ」を発見して船団各船は避退行動に移っていたが、船団最大の船舶であった輸送船「鹿島丸」（日本郵船、9,908トン）は全速力で避退しつつあったところ、前を航行する応急タンカー「千早丸」（日本郵船、4,701トン）との距離が僅か約200mとなり、追突を避けるため速力を落とした。その時、北緯10度10分 東経109度40分 / 北緯10.167度 東経109.667度の地点に至った「ボーンフィッシュ」は、「鹿島丸」に向けて魚雷を4本発射。魚雷は2本が「鹿島丸」の四番船倉と五番船倉に命中し、同船は15分程度で沈没した。船団中にあった輸送船「第一興南丸」（日本海洋漁業、455トン）は、曳航していた特殊油槽船を放り出して救助作業を行いつつ「ボーンフィッシュ」に迫ったが、「ボーンフィッシュ」は逃げることが出来た。
10月6日朝には北緯12度22分 東経109度30分 / 北緯12.367度 東経109.500度の地点で3つ目の輸送船団を発見して魚雷を6本発射し、2隻の大型輸送船に魚雷を命中させたようだと判断された。しかし、この時も実際には、第431船団に加入してサンジャックから高雄に向かう途中の輸送船「対馬丸」（日本郵船、6,754トン）に魚雷が向かっていったものの、6本のうちの3本が同船の船底を通過していっただけだった。
10月7日夜にも北緯13度24分 東経113度05分 / 北緯13.400度 東経113.083度の地点で輸送船「岳陽丸」に対して魚雷を6本発射したが、命中しなかった。
10月10日午前、「ボーンフィッシュ」は北緯14度32分 東経110度18分 / 北緯14.533度 東経110.300度のカムラン湾北東約110kmの海域で高雄に向かっていた第432船団を発見する。「ボーンフィッシュ」は後方から船団に迫り、北緯14度44分 東経110度16分 / 北緯14.733度 東経110.267度に至った所で距離2,400mから魚雷を4本を発射。うち2本が輸送船「五十鈴川丸」（東洋海運、4,214トン）に命中して撃沈し、「五十鈴川丸」被雷を見て40度に回頭して魚雷を避けようとしていた輸送船「帝美丸」（元フランス船ベルナルタン・ド・サン・ピエール/帝国船舶、10,085トン）にも2本命中。うち左舷後部に命中した1本は不発だったが、船尾に命中した魚雷による被害が甚だしく15時21分に沈没した。
10月14日夕刻には、北緯00度10分 東経119度15分 / 北緯0.167度 東経119.250度の地点で2本マストの10トン級スクーナーを発見し、2基の20ミリ機銃の掃射で撃沈した。10月21日、ボーンフィッシュは45日間の行動を終えてフリーマントルに帰投した。

### 第2の哨戒 1943年11月 - 12月
11月22日、「ボーンフィッシュ」は2回目の哨戒でセレベス海方面に向かった。11月28日にロンボク海峡を抜けフローレス海に入る。その翌日である11月29日朝、ボーンフィッシュは南緯06度34分 東経116度47分 / 南緯6.567度 東経116.783度の地点で2隻の輸送船団を発見。2隻のうち1隻は野島型給炭艦と推定された。ボーンフィッシュは潜航し、南緯06度22分 東経116度35分 / 南緯6.367度 東経116.583度の地点に至った所で魚雷を4本発射。魚雷は2本が輸送船「すゑず丸」（栗林商船、4,645トン）に命中し、同船は後部から急速に沈没していった。護衛艦が向かってきたものの、「ボーンフィッシュ」は上手くまいて逃げた。しかし、ここで悪い話があった。当時すゑず丸は546名のイギリス軍捕虜を乗せていた。後年書かれた書物によれば、捕虜のほとんどは海中に放り出された挙句、日本人遭難者を救助した護衛の「第12号掃海艇」に機銃掃射され、少なくとも250名の捕虜が死んだ。
12月1日未明、「ボーンフィッシュ」は北緯00度22分 東経119度24分 / 北緯0.367度 東経119.400度のセレベス島トリトリ北方海域で、バリクパパンからパラオに向かう第2612船団を発見。追跡の後攻撃位置についた「ボーンフィッシュ」は、22時過ぎに北緯01度28分 東経120度53分 / 北緯1.467度 東経120.883度の地点で艦首発射管から魚雷を6本、直ちに反転して艦尾発射管から魚雷を4本発射した。魚雷は輸送船「日遼丸」（三菱汽船、2,721トン）に1本が命中し、沈没した。「ボーンフィッシュ」は追撃を行い、12月2日明け方に二度目の攻撃で魚雷を4本発射して1つの爆発を確認した。
12月4日から6日まではサンダカン沖で潜航哨戒を実施し、次いでタラカン沖でも潜航哨戒を実施した。12月11日午前、ボーンフィッシュは北緯04度02分 東経118度22分 / 北緯4.033度 東経118.367度のシパダン島沖で小型輸送船を発見し、浮上砲戦を挑む。しかし、発射した4インチ砲弾57発のうち7発を命中させたものの、相手は逃げ去ってしまった。12月12日午前にも北緯02度32分 東経118度15分 / 北緯2.533度 東経118.250度の地点で3,000トン級輸送船を発見し、魚雷を二度にわたり3本ずつ計6本発射したが、成功しなかった。12月19日、ボーンフィッシュは27日間の行動を終えてフリーマントルに帰投。改装と訓練を実施した。

### 第3の哨戒 1944年1月 - 3月
1944年1月12日、「ボーンフィッシュ」は3回目の哨戒で南シナ海に向かった。1月22日朝、南緯02度36分 東経118度06分 / 南緯2.600度 東経118.100度のマカッサル海峡で60トン級帆船を発見し、接近して交信を試みたが、帆船の7人の乗組員が不審な動きをした挙句、船を捨てることをよしとしなかったため、20mm機銃で帆船を射撃。帆船に乗り合わせた原住民は海中に飛び込み、帆船が沈むその時に、39人の日本軍兵士が船底から脱出するのを確認した。バラバク海峡を抜けて南シナ海に入り、哨戒海域に到着した。
2月6日午前、北緯12度01分 東経109度24分 / 北緯12.017度 東経109.400度のカムラン湾沖でおそらくは17隻はあろうかと思われる輸送船団を発見。時間をかけてこの輸送船団、第357船団をつぶさに観察し、午後に入って北緯11度55分 東経109度18分 / 北緯11.917度 東経109.300度の地点に至ったところでタンカーと輸送船を目標に魚雷を6本発射。次に艦尾発射管から魚雷を発射しようと旋回したところ、護衛艦が急接近。「ボーンフィッシュ」は潜望鏡を引っ込めて深深度潜航に入るため、9tの海水が前部に注入された。発射した魚雷は、タンカーに2本と輸送船に少なくとも1本は命中したように思えたが、いずれにせよ目標は沈没には至らなかったものと判断された。実際には輸送船「うすりい丸」（大阪商船、6,385トン）に魚雷が向かったものの、被害はなかった。第357船団はほとぼりが冷めるまでカムラン湾に避難し、3日後の2月9日に航行を再開する。「ボーンフィッシュ」は湾内から出てきた第357船団と再び接触し、北緯11度30分 東経109度08分 / 北緯11.500度 東経109.133度の地点で海軍徴傭タンカー「第二図南丸」（日本海洋漁業、19,262トン）に向けて魚雷を5本発射。攻撃直後、「ボーンフィッシュ」は護衛艦と航空機の制圧を受け、海底で反撃が止むのをひたすら待ったため戦果を確認できず、夕方になって浮上したが、その頃には第357船団の姿はなかった。日本側では、「第二図南丸」に魚雷が命中して小破したと記録された。「ボーンフィッシュ」はその後1ヵ月近く哨戒を行って目標を探し続ける一方、2月16日未明にはパダラン岬沖に浮上し、灯台に対して艦砲射撃を行った。3月15日、60日間の行動を終えてフリーマントルに帰投した。

### 第4の哨戒 1944年4月 - 5月
4月13日、「ボーンフィッシュ」は4回目の哨戒でセレベス海方面に向かった。4月26日午後、北緯11度30分 東経109度08分 / 北緯11.500度 東経109.133度のサランガニ海峡で、ミンダナオ島沿岸を航行する4隻の輸送船団を発見。護衛艦の目をかいくぐって十分な追跡を行い、夜に入ってから「妙義丸級輸送船」に対して魚雷を4本発射。うち2本の魚雷が「妙義丸級輸送船」の中部と後部に命中して目標は沈没した。翌4月27日朝にも4,500トン級輸送船を発見し、魚雷を4本発射して少なくとも3つの命中を得たと考えられたが、目標は沈まなかった。
5月4日朝、「ボーンフィッシュ」は北緯06度47分 東経120度20分 / 北緯6.783度 東経120.333度のスールー海入り口で輸送船団を発見し接近したが、上空に哨戒の二式水上戦闘機がいたので潜航。二式水上戦闘機は対潜爆弾2発を投下し、この攻撃で「ボーンフィッシュ」は小破した。修理をするため浮上したが、2隻の艦船が向かってきたので再び潜航し、爆雷攻撃に備えた。2隻は爆雷を25発投下した後遠くに去っていった。一連の反撃が止むと、「ボーンフィッシュ」はバシラン海峡の北で哨戒を続けた。
5月7日、ボーンフィッシュは「フラッシャー (USS Flasher, SS-249)」からの情報に基づいて哨区を修正する。間もなく陸岸沿いを航行する輸送船団を発見し、護衛艦の動きに注意しながら追跡を行い、夕刻に北緯07度07分 東経121度50分 / 北緯7.117度 東経121.833度の地点で輸送船に向けて魚雷を4本発射して3つの命中音を聴取したが、護衛艦が反転してきたので最終的な結果を確認することは出来なかったが、撃沈と推定された。5月9日未明、ボーンフィッシュは30トン級セイルボートを発見し、ピジン英語を話す原住民と会話した。原住民の言から、ボートはカガヤンからパラワン島タイタイに向かっており、途中パナイ島で米を積んでいたもので、クルーの中には2人の元フィリピン軍兵士がいること、日本の輸送船がデュマラン地域の水路を使用していること、プエルト・プリンセサに500名、コロン島に300名、タイタイに40名の日本軍がいることなどが分かった。2日後の5月11日未明には北緯08度48分 東経123度00分 / 北緯8.800度 東経123.000度の地点で、「千鳥型水雷艇」を付した「厳島型敷設艦」を発見して魚雷を4本発射したが、命中しなかった

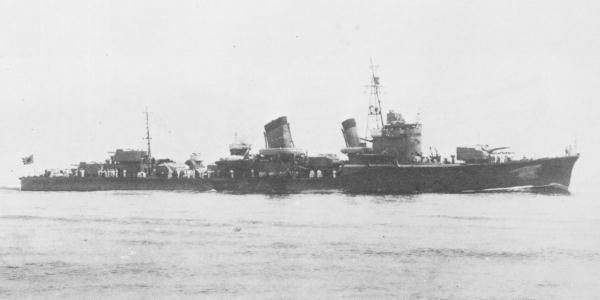
駆逐艦「電」（1937年）

5月14日未明、「ボーンフィッシュ：は北緯05度03分 東経119度36分 / 北緯5.050度 東経119.600度のシブツ海峡で、駆逐艦2隻と3隻の特設運送船（給油）からなる船団を発見した。特設運送船（給油）は「日栄丸」（日東汽船、10,021トン）、「あづさ丸」（石原汽船、10,022トン）、「建川丸」（川崎汽船、10,090トン）で、駆逐艦は「響」と「電」であり、あ号作戦に備えてマニラからバリクパパンに燃料を取りに向かっていたものであった。「ボーンフィッシュ」は船団後方から攻撃を仕掛け、4時11分に魚雷を5本発射。当初は6本発射する予定であったが、1本が発射管の故障で発射できなかったため5本の発射となった。目標はタンカーだったが、魚雷はタンカーとは別の目標、すなわち「電」の後部と中央部に命中。「電」は煙と炎に覆われ、船体をV字型に折って沈没した。「響」が反撃に出たが、「ボーンフィッシュ」は深深度潜航で反撃から逃れた。「ボーンフィッシュ」側は電を撃沈したとは思わず、当時はタンカーを撃沈したと報告した 。「電」を撃沈したと分かったのは戦後のことであった。
「電」を撃沈した後もシブツ海峡で哨戒していた「ボーンフィッシュ」は同じ5月14日の午後、タウィタウィに入る日本艦隊を観測。3隻の戦艦、1隻の空母、3隻の重巡洋艦、1隻の軽巡洋艦を確認し、その周囲を8隻の駆逐艦が警戒していた。5月17日にはタウィタウィ湾内に3隻の戦艦、3隻の重巡洋艦、2隻の軽巡洋艦、9隻の駆逐艦が在泊しているのを確認し、5月19日にも湾内に入るタンカー船団を確認した。一連の情報は直ちに司令部に通報された。任務を終えると、「ボーンフィッシュ」は南に針路を向けた。5月30日、48日間の行動を終えてフリーマントルに帰投。艦長がローレンス・L・エッジ少佐（アナポリス1935年組）に代わった。

### 第5の哨戒 1944年6月 - 8月
6月25日、「ボーンフィッシュ」は5回目の哨戒でフィリピン方面に向かった。7月5日午後、北緯00度41分 東経119度51分 / 北緯0.683度 東経119.850度の地点で100トン級木造スクーナーを発見し、浮上砲戦で撃沈。2日後の7月7日にも北緯02度40分 東経118度22分 / 北緯2.667度 東経118.367度のタラカン沖で200トン級木造スクーナーを、同じく浮上砲戦で撃沈。7月8日朝、北緯02度18分 東経118度10分 / 北緯2.300度 東経118.167度のボルネオ島マンガリハット岬近海で小型船の集団を発見する。少なくとも10隻以上の群がるような小型船の中を縫った後に海軍徴傭船「龍栄丸」（日本製鐵、207トン）を目標として定め、北緯03度07分 東経117度02分 / 北緯3.117度 東経117.033度の地点に至った所で艦首発射管から魚雷を4本、艦尾発射管から魚雷を4本発射したが、全て命中しなかった。2時間後、「ボーンフィッシュ」は浮上して「龍栄丸」を追い求め、夕刻になって再度発見して浮上砲戦により撃沈した。
7月10日朝には北緯07度10分 東経119度12分 / 北緯7.167度 東経119.200度のホロ島近海で50トン級サンパンを砲撃で撃沈し、7月12日未明には北緯10度17分 東経122度21分 / 北緯10.283度 東経122.350度の地点で300トン級ラガーを機銃掃射で撃ち沈め、7月16日朝にも北緯10度18分 東経119度55分 / 北緯10.300度 東経119.917度の地点で150トン級ラガーを砲撃で沈めた。7月17日夜、北緯11度05分 東経119度55分 / 北緯11.083度 東経119.917度の地点でレーダーにより目標を探知し、距離を詰めた上で翌7月18日未明に夜間浮上攻撃で魚雷を3本発射し、1本が命中したと判断される。7月19日から7月26日までは、ベルデ島水路で哨戒を行った。
7月29日午前、「ボーンフィッシュ」はトゥバタハ岩礁近海で2隻の駆逐艦あるいは海防艦に守られた特設運送船（給油）「国洋丸」（国洋汽船、10,026トン）を発見し、近在にいた「カブリラ (USS Cabrilla, SS-288)」との連携を期待して追跡を行った。日付が7月30日に変わって後、「ボーンフィッシュ」は北緯06度07分 東経120度00分 / 北緯6.117度 東経120.000度の地点で魚雷を5本発射し、「4つの美しい命中」を確認して「国洋丸」を撃沈した。
「ボーンフィッシュ」はシブツ海峡とタウィタウィの北方、ミンダナオ島方面で哨戒を続け、8月2日午後には北緯08度33分 東経123度00分 / 北緯8.550度 東経123.000度の地点で4隻の輸送船団を発見し、タンカーに向けて魚雷を3本発射して1本の命中と判定される。引き続きこの船団に接触し、翌8月3日明け方に北緯07度11分 東経121度52分 / 北緯7.183度 東経121.867度の地点で再びタンカーに対して魚雷を4本発射して1本命中させたと判断された。
フリーマントルへの帰途の途中の8月7日、「ボーンフィッシュ」は南緯08度42分 東経115度43分 / 南緯8.700度 東経115.717度のロンボク海峡で「千鳥型水雷艇」を発見し、最後にただ1本残った魚雷を差し向けようとする。しかし、異常が発生して発射できず、「千鳥型水雷艇」に探知されないようにその場を立ち去った。8月13日、49日間の行動を終えてフリーマントルに帰投。弾薬を補給し乗組員をリフレッシュさせた。

### 第6の哨戒 1944年9月 - 10月
9月5日、「ボーンフィッシュ」は6回目の哨戒でフィリピン方面に向かった。9月10日から12日までダーウィンに寄港の後、最初はシブヤン海方面で哨戒したが、この海域では敵の姿を全く見ず、9月24日にシブヤン海を去った。9月27日未明、北緯13度48分 東経119度38分 / 北緯13.800度 東経119.633度のマニラ西方240海里の海域で1隻のタンカーと2隻の護衛艦を探知し、魚雷を4本発射して1本命中させた。この攻撃で、特務艦「神威」を大破させた。
翌9月28日未明には、北緯13度16分 東経120度08分 / 北緯13.267度 東経120.133度のミンドロ島沖で2隻の護衛艦に護衛されたタンカー「安城丸」（拿捕船、元オランダ船アンジェリーナ / 飯野海運委託、2,086トン）を発見し、魚雷を6本発射して2本命中させた。「ボーンフィッシュ」は、魚雷が命中した「安城丸」が急速に速力が低下していく姿を観測し続けた。戦後の日本の記録では、同船はこのまま沈没したと結論付けられた。
9月30日、「ボーンフィッシュ」は「フラッシャー」「レイポン (USS Lapon, SS-260)」と合流してウルフパックを構成した。10月10日、「ボーンフィッシュ」は「レイポン」とともに北緯16度20分 東経119度45分 / 北緯16.333度 東経119.750度のルソン島ボリナオ岬近海でタマ29船団を発見、4,000トン級輸送船に対して魚雷を6本発射し、3つの命中を得たと判断された。「レイポン」は輸送船「江尻丸」（日本郵船、6,968トン）を撃沈した。この後、「ボーンフィッシュ」はルソン島を攻撃する第38任務部隊（マーク・ミッチャー中将）に対する救助配備任務にも就く。
10月14日、北緯16度17分 東経119度45分 / 北緯16.283度 東経119.750度のリンガエン湾南西沖で2隻の輸送船と護衛艦を発見し、二番目の目標に対して魚雷を4本発射。魚雷は輸送船「伏見丸」（東洋海運、2,546トン）に命中してこれを撃沈した。10月19日未明には、空母「バンカー・ヒル (USS Bunker Hill, CV-9) 」所属の2名のパイロットを救助した。その夜、「ボーンフィッシュ」は哨戒海域を去り、10月27日にサイパン島に入港して燃料を補給した。11月8日、62日間の行動を終えて真珠湾に帰投。サンフランシスコに回航され、11月18日から1945年2月13日までベスレヘム・スチールでオーバーホールに入った。終了後、モントレーで訓練を行い、3月20日に真珠湾に戻った後、次期哨戒のためグアム島アプラ港に回航された。

### 第7の哨戒 1945年3月 - 5月
4月6日、「ボーンフィッシュ」は7回目の哨戒で東シナ海に向かった。しかし、この哨戒ではわずかな接触しかなかった。そのほとんどは対潜艦艇であり、4月13日夜には北緯34度01分 東経127度58分 / 北緯34.017度 東経127.967度の地点で、そのうちの1隻を撃沈しようと接近し、魚雷を3本発射したものの命中せず、目標は大急ぎで去っていった。4月16日には、朝鮮半島南方で2人の日本人パイロットを救助。4月21日から22日にかけては、対馬海峡のうち北緯31度54分 東経128度11分 / 北緯31.900度 東経128.183度から北緯31度20分 東経127度34分 / 北緯31.333度 東経127.567度に至る海域における機雷の敷設状況を調査した。5月7日、31日間の行動を終えてグアム島に帰投した。

### 最後の哨戒 1945年5月 - 6月・バーニー作戦
5月28日、「ボーンフィッシュ」は8回目の哨戒でバーニー作戦に参加して日本海に向かった。このバーニー作戦は、この時点の日本に残されたほぼ唯一の重要航路に打撃を与えるものであり、対馬海峡の機雷原突破と日本海を悠然と航行する日本船は、目標の減少に嘆いていた潜水艦部隊にとっては絶好のスリルであり獲物であった。この作戦には9隻の潜水艦が投入され「ヘルキャッツ」 (Hellcats) と命名された。各潜水艦は三群に分けられ、「シードッグ (USS Sea Dog, SS-401) 」艦長のアール・T・ハイデマン少佐（アナポリス1932年組）が総司令となった。「ボーンフィッシュ」は「タニー (USS Tunny, SS-282) 」「スケート (USS Skate, SS-305) 」と共にウルフパック「ピアースズ・ポールキャッツ (Pierce's Polecats) 」を組み、第一陣「ハイデマンズ・ヘップキャッツ (Hydeman's Hep Cats) 」が5月27日に出撃してから24時間後に出航し、対馬海峡に進出した。
リレー式に対馬海峡を突破した「シードッグ」以下の潜水艦は三群それぞれの担当海域に向かい、6月9日日の出時と定められていた攻撃開始を待った。「ピアースズ・ポールキャッツ」は能登半島以西の沿岸部に進出した。6月16日朝、「ボーンフィッシュ」は北緯38度40分 東経135度24分 / 北緯38.667度 東経135.400度の丹後半島の沖でタニー会」合して戦果報告を行ったが、その報告と日本側資料によれば、6月13日に北緯38度30分 東経136度57分 / 北緯38.500度 東経136.950度の能登半島輪島の沖合い120キロ付近で、新潟から清津に向かっていた輸送船「牡鹿山丸」（三井船舶、6,892トン）を発見し、「ボーンフィッシュ」は「牡鹿山丸」を雷撃によりあっさり撃沈した。「牡鹿山丸」はバーニー作戦で撃沈した最も大きな艦船だった。「ボーンフィッシュ」と「タニー」は十分な間合いを取りながら6月18日朝まで共に哨戒を行い、また「ボーンフィッシュ」は日本と羅津、清津間の交通路を断つべく富山湾での白昼潜航哨戒の許可を求めた。6月18日朝、富山湾での哨戒の許可を得た「ボーンフィッシュ」は、北緯38度15分 東経136度24分 / 北緯38.250度 東経136.400度の若狭湾北方で「タニー」と別れた。これが、アメリカ側が「ボーンフィッシュ」を見た最後であった。6月23日、利尻島沖で集結した潜水艦の中に「ボーンフィッシュ」がいないことに気づき、「タニー」は先任艦の務めとして幾度と無く「ボーンフィッシュ」との交信を試みたが徒労に終わった。7月30日、「ボーンフィッシュ」は喪失したと判定された。

### ボーンフィッシュの最期
6月19日、能登半島松波に面する七尾湾で輸送船「坤山丸」（興国汽船、5,488トン）が「ボーンフィッシュ」の雷撃により撃沈された。この時、近くの富山湾では「沖縄」と「第207号」「第63号」の3隻の海防艦で編成されていた第三十一海防隊が訓練を実施していたが、「商船（坤山丸）一隻敵潜雷撃を受け七尾沖にて沈没」の報を受けて現場に急行。「坤山丸」の生存者を発見することは出来なかった。しかしその時、「沖縄」の三式水中探信儀が潜水艦の強いエコーを捉えた。「沖縄」は爆雷の爆発深度を90ｍと120mに設定し攻撃を開始。「第207号」「第63号」がこれに続き、近くを航行中だった2隻の海防艦、「第75号」と「第158号」も応援に駆けつけ爆雷攻撃を実施した。それらによる集中攻撃の結果エコーが消滅し、翌日にはその場にはコルク片や重油の帯が流出していた。これが「ボーンフィッシュ」の最期であると考えられる。「ボーンフィッシュ」の沈没位置は、アメリカ側記録では北緯37度18分 東経137度55分 / 北緯37.300度 東経137.917度となっている。「ボーンフィッシュ」を撃沈した5隻の海防艦は舞鶴鎮守府司令長官・田結穣中将から以下のような感状を授与された。
「ボーンフィッシュ」は第二次世界大戦の戦功で7個の従軍星章を受章した。また第1、第3、4、5、6回目の哨戒の功績で海軍殊勲部隊章を受章している。なお、「ボーンフィッシュ」の撃沈に貢献した殊勲の5隻の海防艦は、「沖縄」が1945年7月30日、舞鶴にて空襲を受け大破着底した以外はすべて無事に終戦を迎えた。

## 登場作品

### 映画
- 『ローレライ』

### 小説
- 『終戦のローレライ』
- 『雷撃深度一九・五』